# Satrius cornutus
Satrius cornutus är en stekelart som först beskrevs av Heinrich 1934.  Satrius cornutus ingår i släktet Satrius och familjen brokparasitsteklar. Inga underarter finns listade i Catalogue of Life.